# Закревське лісництво
Закре́вське лісництво — структурний підрозділ Черкаського лісового господарства Черкаського обласного управління лісового та мисливського господарства.
Офіс знаходиться у с. Старосілля, Городищенський район, Черкаська область.

## Лісовий фонд
Лісництво охоплює ліси Городищенського району. Площа лісництва — 3963 га.

## Об'єкти природно-заповідного фонду
У віданні лісництва перебувають об'єкти природно-заповідного фонду:
- ботанічна пам'ятка природи загальнодержавного значення Закревський бір,
- ботанічний заказник місцевого значення Закревський.